# Município de Henry (condado de Wood, Ohio)
O município de Henry (em inglês: Henry Township) é um município localizado no condado de Wood no estado estadounidense de Ohio. No ano de 2010 tinha uma população de 4.175 habitantes e uma densidade populacional de 44,72 pessoas por km².

## Geografia
O município de Henry encontra-se localizado nas coordenadas 41° 12′ 17″ N, 83° 43′ 02″ O. Segundo a Departamento do Censo dos Estados Unidos, o município tem uma superfície total de 93.37 km², da qual 93,17 km² correspondem a terra firme e (0,21 %) 0,19 km² é água.

## Demografia
Segundo o censo de 2010, tinha 4.175 pessoas residindo no município de Henry. A densidade populacional era de 44,72 hab./km².